# Wubbo Ockels
Wubbo Johannes Ockels (Almelo, 28 maart 1946 – Amsterdam, 18 mei 2014) was een Nederlands natuurkundige, ruimtevaarder en piloot. Op 30 oktober 1985 maakte hij als eerste Nederlander een vlucht door de ruimte. Tot aan zijn dood in 2014 was hij hoogleraar Aerospace for Sustainable Science and Technology aan de faculteit Lucht- en Ruimtevaart van de TU Delft. Hij was tevens Founder van Happy Energy Foundation.

## Levensloop
Wubbo Ockels werd geboren in Almelo als zoon van een landmeetkundig ingenieur en groeide op in Brielle (1947-1955) en Groningen waar hij de Rijks HBS doorliep. Hij studeerde natuurkunde en wiskunde aan de Rijksuniversiteit Groningen en behaalde in 1973 cum laude zijn doctoraalexamen. Na zijn opleiding deed hij experimenteel onderzoek naar onder meer het verval van atoomkernen onder uitzending van gammastraling aan het Kernfysisch Versneller Instituut (KVI). In 1978 promoveerde hij tot doctor op dit onderwerp aan de Rijksuniversiteit Groningen.

### Astronaut
In 1978 werd hij, als wetenschapper die als buitengewoon hoogleraar aan de Rijksuniversiteit Groningen was verbonden, door de ESA geselecteerd om mee te werken aan het Spacelab-programma, een samenwerkingsproject van de ESA en de NASA. Samen met twee collega's was hij geselecteerd als payload specialist voor de Spacelab-1 missie.
In 1980 en 1981 volgde hij een astronautenopleiding aan het Lyndon B. Johnson Space Center in Texas. Tijdens de eerste Spacelab-vlucht in 1983 onderhield hij als ground-communicator en liason-scientist vanuit het vluchtleidingscentrum contact met de wetenschappers onder de bemanning.
Van 30 oktober tot en met 6 november 1985 maakte hij met het ruimteveer Challenger zijn eerste ruimtevlucht. Hij was tijdens de vlucht en het verblijf in het Spacelab D-1 verantwoordelijk voor de vele meetapparatuur, waarmee allerlei proeven werden uitgevoerd. Gedurende de zeven dagen die de missie duurde voerde hij meer dan zeventig experimenten uit.

### Bij ESTEC en als hoogleraar
Vanaf 1986 was Ockels werkzaam bij ESTEC in Noordwijk. In 1992 werd hij aangesteld als deeltijdhoogleraar op de ESTEC-chair bij de faculteit Luchtvaart- & Ruimtevaarttechniek van de Technische Universiteit Delft (TU Delft). Op 1 september 2003 werd zijn aanstelling gewijzigd in voltijdhoogleraar Duurzame technologie (in het Engels: Aerospace Sustainable Engineering and Technology, ASSET). Hij was als bijzonder hoogleraar verbonden aan de Rijksuniversiteit Groningen.

### Kijk-TV
Van 1987 tot en met 1989 presenteerde hij het populairwetenschappelijk TROS-televisieprogramma Kijk-TV.

### Onderzoeksprojecten

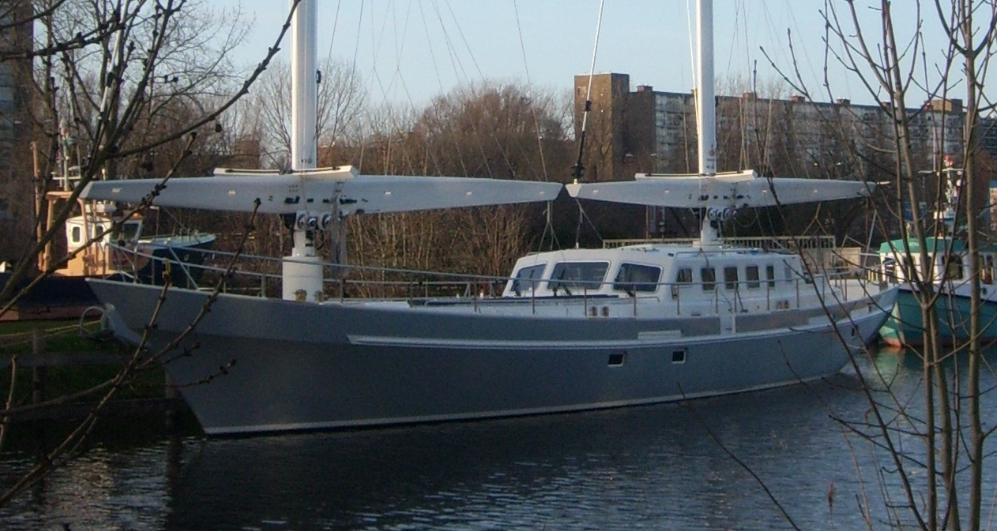
Ockels 'Ecolution 84', Reitdiep, Groningen.

Enkele onderzoeksprojecten waar Ockels zich in later jaren mee bezighield:
- Het project De Groene Grachten, dat als missie heeft om een doorbraak te realiseren in het verduurzamen van monumenten, in het bijzonder de Amsterdamse binnenstad, en de opgedane kennis te verspreiden.[3] In eerste instantie, en om als voorbeeld te dienen, werden in 2013 zes oude grachtenpanden verduurzaamd in het kader van 400 jaar grachtengordel in Amsterdam (de vroegste Amsterdamse grachtenpanden stammen uit 1613).
- De laddermolen, een innovatief idee om gebruik te maken van windenergie op grote hoogten, waar het in het algemeen harder waait en de luchtstroom gelijkmatiger is.
- De zonneauto Nuna, die in 2001, 2003, 2005, 2007, 2013, 2015 en 2017 de World Solar Challenge won.
- De superbus, een concept van een bus die 250 km/u kan rijden. De bus is onder meer voorgesteld als alternatief voor de geschrapte Zuiderzeelijn tussen Amsterdam en Groningen.
- Een "zero-emission" zeilschip: de 'Ecolution'.

### Gezondheid
Ockels is in zijn leven diverse keren aan de dood ontsnapt. Over deze gebeurtenissen publiceerde zijn dochter Gean in 2010 het boek De zeven levens van Wubbo Ockels.
In 1982 kampte hij met leptospirose, een ernstige bacteriële ziekte.
In 1985 ging Ockels de ruimte in met de Challenger. 90 dagen later werd de Challenger, ditmaal zonder Ockels, opnieuw gelanceerd. Na 73 seconden spatte het ruimteveer uit elkaar, waarbij alle zeven bemanningsleden om het leven kwamen. Later bleek dat het mankement ook al tijdens de vlucht van Ockels aanwezig was geweest, maar toen nog geen fatale gevolgen had gehad.
In 1989 was hij als piloot van zijn privévliegtuigje op de luchthaven van Rijsel aan het wachten om op te stijgen. Vanwege dichte mist en communicatiefouten met de verkeerstoren stuurde Ockels het vliegtuigje naar de startbaan waar op dat moment een Airbus A320 ging landen. De Airbus reed dwars over het vliegtuigje van Ockels heen. Doordat de cockpit geheel intact bleef, kon Ockels ongedeerd uitstappen.
In augustus 2005 kreeg hij een zware hartaanval op de Delftse universiteit.
In 2008 werd bij toeval een vergevorderde niertumor bij hem geconstateerd. De tumor werd verwijderd, maar op 29 mei 2013 maakte Ockels bekend dat er een maand eerder opnieuw niercelkanker bij hem was ontdekt. De kanker bleek agressief van aard te zijn en was uitgezaaid naar zijn longvlies. Ockels liet zich vanaf het najaar van 2013 behandelen in het MD Anderson Cancer Center in Houston. Met Wim Hof, bekend als The Iceman, probeerde hij zijn afweersysteem hierdoor te beïnvloeden. Naar eigen zeggen had Ockels, als deze behandeling aansloeg, nog maar één tot twee jaar te leven.
Ockels overleed op 18 mei 2014, op 68-jarige leeftijd in het Antoni van Leeuwenhoekziekenhuis in Amsterdam aan de gevolgen van de niercelkanker. Hij werd begraven op Zorgvlied.

## Lidmaatschappen
Ockels was lid van de Amerikaanse Vereniging voor Natuurkunde, de Nederlandse Natuurkundige Vereniging, Mensa, de Associatie voor Ruimteverkenners en de Associatie voor Europese Astronauten. Tevens was hij ambassadeur van de Frisian Solar Challenge, een race voor zonneboten langs de Friese elf steden, en erelid van de NJRS (Nederlandse Jeugdvereniging voor Ruimtevaart en Sterrenkunde). Sinds 2009 had hij zitting in het Comité van Aanbeveling van de stichting Students in Free Enterprise Delft.

## Planetoïde
De Internationale Astronomische Unie heeft een planetoïde naar Ockels vernoemd. Het kleine planeetje, dat voluit 9496 Ockels heet, draait tussen de planeten Mars en Jupiter om de zon en heeft een doorsnede van tussen de 4,8 en 11,4 kilometer. 9496 Ockels werd op 26 maart 1971 ontdekt door het Leidse astronomenechtpaar C.J. van Houten en I. Groeneveld.

## Onderscheidingen
- Op 15 juni 2000 werd Ockels de Gouden Generaal Snijders-Medaille toegekend voor zijn inzet ten dienste van het wekken van belangstelling voor de ruimtevaart onder jongeren. Deze medaille is de hoogste lucht- en ruimtevaartonderscheiding die Nederland kent.
- In 2004 eindigde hij op nummer 75 in de verkiezing van De grootste Nederlander.
- Officier in de Orde van Oranje-Nassau
- Kruis van verdienste I. Klasse in de Orde van Verdienste van de Bondsrepubliek Duitsland

## Wubbo Ockelsprijs
De Wubbo Ockelsprijs werd sinds 1986 tweejaarlijks uitgereikt aan mensen die een uitzonderlijke prestatie hebben geleverd op het gebied van natuurwetenschappen of techniek, en een band hebben met Groningen. De laatste deelnemers in de Stichting Wubbo Ockelsprijs waren de gemeente Groningen, de Rijksuniversiteit Groningen, Energy Valley, Hanzehogeschool Groningen en de Nederlandse Gasunie.
Zelf was Wubbo Ockels de eerste die de prijs in 1986 won. Naast deze prijs bestond ook de juniorprijs, waarbij schoolklassen een competitie aangingen op het gebied van techniek en duurzame ontwikkeling.
De prijzen zijn sinds 2010 niet meer uitgereikt. In 2011 stelde Ockels voor de statutaire opzet van de stichting te wijzigen. In een persverklaring van november 2011 werd meegedeeld dat het bestuur van de Stichting Wubbo Ockelsprijs besloten had over te gaan tot ontbinding van de stichting, aangezien er verschil van mening was ontstaan over onder meer de participatie van de Stichting Energy Valley in het stichtingsbestuur. Ockels had verzocht om die participatie te beëindigen, waarmee het bestuur niet kon instemmen.

## Wetenswaardigheden
- Ten tijde van zijn eerste ruimtereis woonde Ockels in Maastricht. Op 30 november 1985 kregen Ockels en zijn echtgenote in Maastricht een ware heldenontvangst, compleet met ticker-tape parade in de Nieuwstraat. Ockels bood burgemeester Philip Houben na deze ontvangst een Maastrichtse stadsvlag aan, die hij op zijn vijf miljoen kilometer lange tocht door de ruimte had meegenomen.
- HP/De Tijd vierde in oktober 2010 het 25-jarig jubileum van Ockels' ruimtevlucht met een eenmalig glossy tijdschrift Wubbo.
- Nadat hij met zijn vrouw in Amsterdam had gewoond, woonde hij sinds de zomer van 2011 aan boord van zijn schip de "Ecolution-84"[10] in (de haven van) Scheveningen.
- Ter ere van Wubbo Ockels staat een Space bank in Almelo in de Grotestraat.[11]
- Op het Haarlemmerplein in Amsterdam staat sinds 2014 de Wubbo Boom, een iep als levend monument aan het gedachtegoed van Ockels.
- Ockels liet tien geboden voor de mensheid na, een schets van een 'religie' die de mensheid moet samenbrengen.[12]
- Op 18 mei 2015, een jaar na zijn overlijden, verscheen de heruitgave van de biografie 'De zeven levens van Wubbo Ockels'. Dit boek is geschreven door zijn dochter Gean Ockels. Voor deze heruitgave is het boek aangevuld met een nieuw hoofdstuk over het laatste leven van Wubbo Ockels.[13]
- Politica Marjet Ockels (1943-2016) was een zus van hem.
- Hij heeft een slaapzak die vastzit aan de muur speciaal voor gebruik in een ruimteschip uitgevonden.[14]
- In het tweede seizoen van de serie For All Mankind (Apple TV+), is het personage Wubbo Ockels een van de astronauten[15] die gestationeerd zijn op de maan. Het personage Wubbo Ockels, gespeeld door de Noorse acteur Bjørn Alexander,[16] is daarbij te zien in de eerste en tweede aflevering.

## Fotogalerij

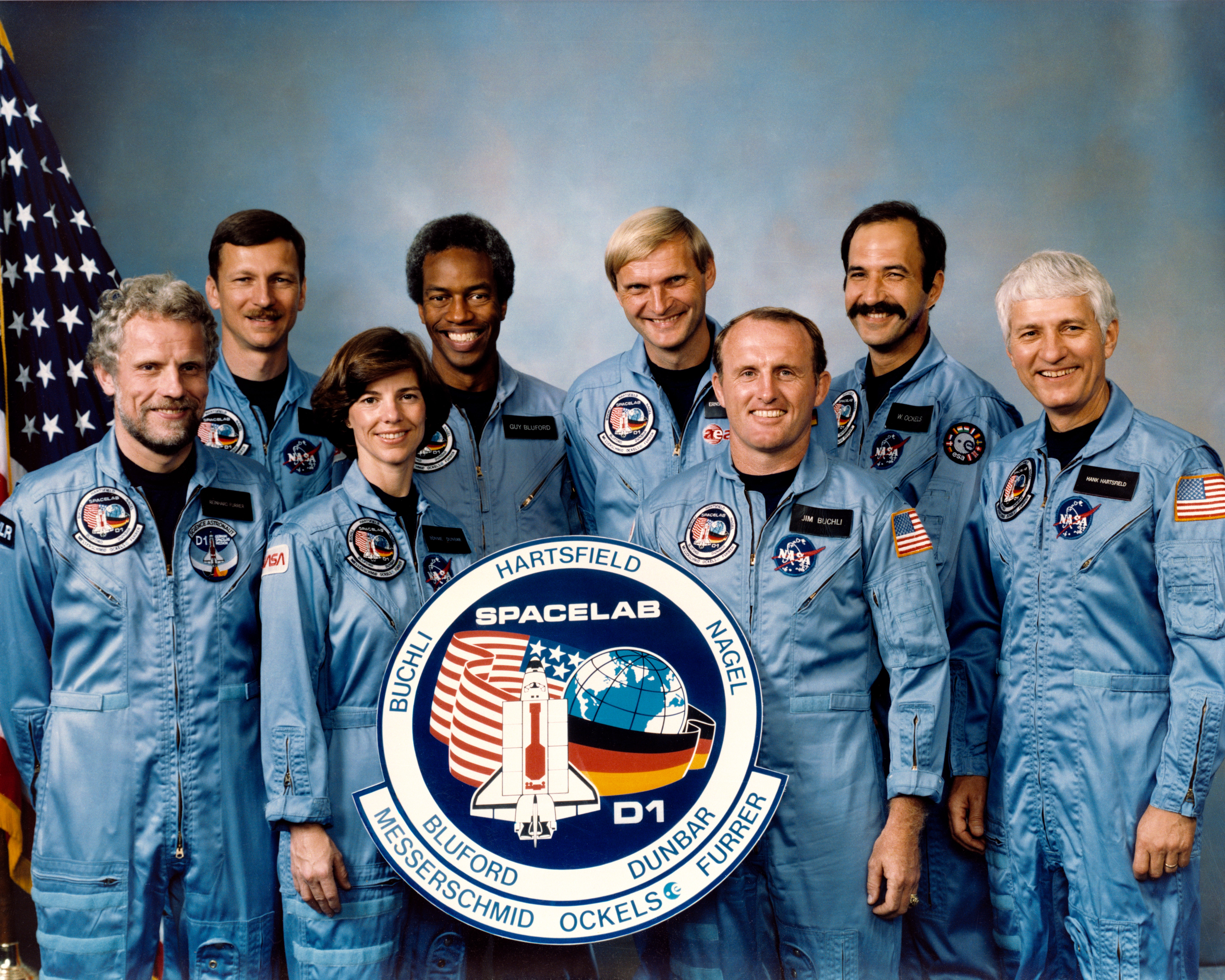
Bemanning van de vlucht in 1985 waartoe ook Wubbo Ockels behoorde
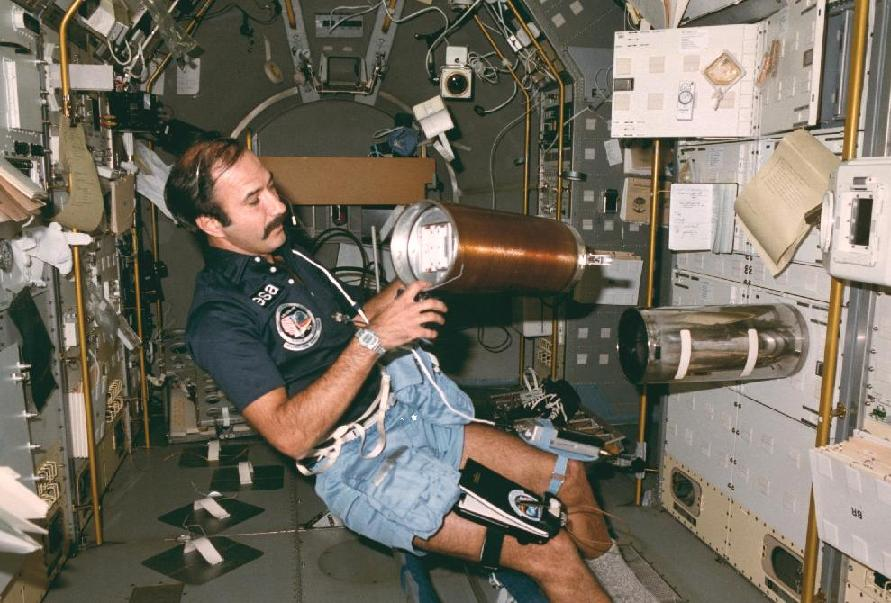
Wubbo Ockels in het Spacelab
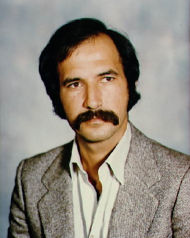
Een jonge Wubbo Ockels